# Draško Brguljan
Draško Brguljan, kyrillisch Драшко Бргуљан, (* 27. Dezember 1984 in Kotor, Jugoslawien) ist ein montenegrinischer Wasserballspieler. Er war mit der montenegrinischen Nationalmannschaft Weltmeisterschaftszweiter 2013 und Europameister 2008. 2012 und 2016 war er Europameisterschaftszweiter, 2020 Europameisterschaftsdritter.

## Karriere
Draško Brguljan spielte zunächst für VK Primorac in seiner Heimatstadt Kotor. Danach wechselte er nach Ungarn und spielte bei Vasas SC und bei Orvosegyetem SC. Mit Vasas war er 2012 ungarischer Meister.
Der 1,94 m große Draško Brguljan spielte bei den Mittelmeerspielen 2005 in der Mannschaft von Serbien und Montenegro und gewann die Bronzemedaille hinter Spanien und Italien. 2005 siegte Brguljan mit der Mannschaft von Serbien und Montenegro bei der Universiade in Izmir, 2007 in Bangkok gewann er mit der Mannschaft Montenegros.
Bei der Europameisterschaft 2008 in Malaga trafen im Finale die Mannschaften aus Montenegro und aus Serbien aufeinander. Montenegro siegte in der Verlängerung mit 6:5 und gewann damit den ersten Titel bei einer internationalen Meisterschaft für das seit 2006 unabhängige Montenegro. Im gleichen Jahr nahm erstmals eine Mannschaft Montenegros an Olympischen Spielen teil. Beim olympischen Wasserballturnier in Peking belegte Montenegro in seiner Vorrundengruppe den dritten Platz. Mit einem 7:6 über Kroatien erreichten die Montenegriner das Halbfinale. Dort unterlag man den Ungarn mit 9:11, im Spiel um den dritten Platz siegte Serbien mit 6:4 gegen Montenegro. Brguljan wurde in sechs Spielen eingesetzt, erzielte aber keinen Treffer.
Erst vier Jahre später erreichten die Montenegriner wieder bei einer internationalen Meisterschaft die Medaillenränge. Bei der Europameisterschaft 2012 in Eindhoven trafen im Finale wieder die Mannschaften aus Serbien und Montenegro aufeinander, diesmal siegte Serbien mit 9:8. Bei den Olympischen Spielen 2012 in London belegten die Montenegriner in der Vorrunde den zweiten Platz hinter den Serben, der direkte Vergleich endete 11:11. Nach einem 11:9 im Viertelfinale über Spanien unterlagen die Montenegriner im Halbfinale mit 5:7 gegen Kroatien. Im Spiel um die Bronzemedaille gewann Serbien mit 12:11. Brguljan erzielte acht Tore, davon drei im Vorrundenspiel gegen die Ungarn.
2013 bei den Weltmeisterschaften in Barcelona belegte die Mannschaft aus Montenegro in der Vorrunde den zweiten Platz hinter Griechenland. Mit einem 12:4 gegen Kanada im Achtelfinale und einem 9:8 gegen Serbien im Viertelfinale erreichten die Montenegriner das Halbfinale. Nach dem 10:8 gegen Italien verloren sie im Finale gegen die Ungarn mit 7:8. Draško Brguljan warf im Turnier fünf Tore, im Finale traf er bei keinem seiner sieben Schussversuche. 2014 unterlag die Mannschaft Montenegros bei der Europameisterschaft in Budapest im Halbfinale den Serben mit 9:10 und im Spiel um den dritten Platz den Italienern mit 9:11. Brguljan warf insgesamt sieben Tore. 2015 erreichten die Montenegriner den fünften Platz bei den Weltmeisterschaften in Kasan. Draško Brguljan warf insgesamt sechs Tore, sein Bruder Darko Brguljan erzielte elf Treffer. Anfang 2016 bei der Europameisterschaft in Belgrad besiegten die Montenegriner im Achtelfinale die Franzosen und im Viertelfinale die Italiener. Nach einem 8:5-Halbfinalsieg über Ungarn verloren sie das Finale gegen Serbien mit 8:10. Bei den Olympischen Spielen in Rio de Janeiro belegten die Montenegriner in ihrer Vorrundengruppe den vierten Platz. Im Viertelfinale besiegten sie die Ungarn im Fünfmeterschießen. Nach einer 8:12-Halbfinalniederlage gegen die Kroaten verloren die Montenegriner auch das Spiel um Bronze mit 10:12 gegen Italien. Damit belegte die Mannschaft bei ihrer dritten Olympiateilnahme zum dritten Mal den vierten Platz. Draško Brguljan warf im Turnierverlauf sechs Tore, seinem Bruder Darko gelangen 15 Treffer.
2018 war Darko Brguljan nicht mehr dabei. Draško Brguljan erreichte mit der montenegrinischen Mannschaft den sechsten Platz bei der Europameisterschaft in Barcelona. Bei den Mittelmeerspielen in Tarragona erkämpfte die Mannschaft die Bronzemedaille hinter den Serben und den Griechen. Ebenfalls Bronze gewannen die Montenegriner bei der Europameisterschaft 2020 in Budapest. Nach einem Viertelfinalsieg über die Italiener unterlagen sie den Ungarn im Halbfinale mit 8:10. Im Spiel um die Bronzemedaille gewann Montenegro mit 10:9 gegen Kroatien. Bei den 2021 ausgetragenen Olympischen Spielen in Tokio belegte die Mannschaft Montenegros den achten Platz. Bei der Eröffnungsfeier hatte Draško Brguljan zusammen mit der Handballspielerin Jovanka Radičević die Fahne ins Olympiastadion getragen.